# Пулжечкі
Пулжечкі (пол. Półrzeczki) — село в Польщі, у гміні Добра Лімановського повіту Малопольського воєводства.
Населення — 613 осіб (2011).
У 1975-1998 роках село належало до Новосондецького воєводства.

## Демографія
Демографічна структура станом на 31 березня 2011 року:
|          | Загалом | Допрацездатний вік | Працездатний вік | Постпрацездатний вік |
| -------- | ------- | ------------------ | ---------------- | -------------------- |
| Чоловіки | 320     | 78                 | 214              | 28                   |
| Жінки    | 293     | 77                 | 146              | 70                   |
| Разом    | 613     | 155                | 360              | 98                   |